# United Kennel Club
United Kennel Club czyli UKC – amerykański związek kynologiczny, założony w 1898 roku przez Chauncey Z. Bennetta. Jest to druga pod względem wielkości na świecie organizacja kynologiczna.